# Temporada do Paysandu Sport Club de 2023
O Paysandu Sport Club no ano de 2023, confirma participação em quatro competições: Campeonato Paraense (107ª), Copa do Brasil (26ª), Campeonato Brasileiro - Série C (13ª) e Copa Verde (10ª).
O Paysandu iniciou sua trajetória na Copa do Brasil a partir da 3ª fase por ter sido campeão da Copa Verde 2022. A equipe bicolor enfrentou o Fluminense, equipe que vive grande ascensão nacional no período dos confrontos. O time carioca derrotou a equipe paraense nos dois confrontos e pelo placar de 3x0 em ambas ocasiões.

## Elenco profissional
Ver também: Lista de futebolistas do Paysandu Sport Club por ano
 Última atualização: 5 de maio de 2023.

### Renovações
Legenda
| Jogador          | Pos. | Período    | Ref.          |
| ---------------- | ---- | ---------- | ------------- |
| Bileu            | V    | 30/04/2023 | [ 12 ]        |
| Dalberto         | A    | 30/04/2023 | [ 12 ]        |
| Ricardinho       | V    | 30/04/2023 | [ 1 ]         |
| Márcio Fernandes | T    | 20/11/2023 | [ 1 ]         |
| Thiago Coelho    | G    | 20/11/2023 | [ 1 ]         |
| Gabriel Bernard  | G    | 20/11/2023 | [ 1 ]         |
| Genílson         | Z    | 20/11/2023 | [ 1 ]         |
| Naylhor          | Z    | 20/11/2023 | [ 1 ]         |
| Gabriel Davis    | M    | 20/11/2023 | [ 1 ]         |
| Dioguinho        | A    | 20/11/2023 | [ 1 ]         |
| João Vieira      | V    | 31/12/2024 | [ 13 ] [ 14 ] |
| Gabriel Vigia    | Z    | 30/11/2024 | [ 15 ]        |
| Juan Pitbull     | LE   | 30/11/2024 | [ 15 ]        |
| Eric Vieira      | V    | 30/11/2024 | [ 15 ]        |
| Roger            | A    | 30/11/2024 | [ 15 ]        |
| Dalberto         | A    | 20/11/2023 | [ 16 ]        |

| - : Compra de passe do jogador | - : Jogadores que obtiveram renovação automática por estarem tratando de lesão, cláusula garantida pela Lei Pelé de 24 de março de 1998 |

### Transferências
Legenda
| - : Jogadores promovidos ou que queimaram idade do sub-20 | - : Jogadores que chegaram ou saíram após compra de direitos/multa rescisória contratual |

| Entradas            |      |                          |                     |        |
| Jogador             | Pos. | T.                       | Clube anterior      | Ref.   |
| Henríquez Bocanegra | Z    | Livre                    | Criciúma            | [ 17 ] |
| Jorge Roa Jiménez   | V    | Livre                    | Ituano              | [ 17 ] |
| Robert Hernández    | M    | Livre                    | Deportivo Táchira   | [ 17 ] |
| Wanderson           | Z    | Livre                    | Tocantinópolis      | [ 18 ] |
| Samuel Santos       | LD   | Livre                    | Londrina            | [ 18 ] |
| Paulo Henrique      | V    | Livre                    | Legnago Salus       | [ 19 ] |
| Rithely             | V    | Livre                    | Ponte Preta         | [ 19 ] |
| Mário Sérgio        | A    | Livre                    | Mirassol            | [ 20 ] |
| Eltinho             | LE   | Livre                    | Londrina            | [ 21 ] |
| Stéfano Pinho       | A    | Livre                    | Indy Eleven         | [ 21 ] |
| Victor Souza        | G    | Regresso após empréstimo | Londrina            | [ 22 ] |
| Bruno Alves         | A    | Livre                    | Remo                | [ 23 ] |
| Igor Bosel          | LD   | Livre                    | Pelotas             | [ 24 ] |
| João Pedro          | M    | Livre                    | Fluminense          | [ 25 ] |
| Vicente             | A    | Livre                    | Carajás             | [ 26 ] |
| Alex Matos          | A    | Empréstimo               | Cruzeiro            | [ 27 ] |
| Fernando Gabriel    | M    | Livre                    | Al Hamriyah Club    | [ 28 ] |
| Juan Tavares        | LE   | Livre                    | Goiás               | [ 29 ] |
| Andres D’Agostino   | M    | Livre                    | Academia Rey        | [ 30 ] |
| Edílson             | LD   | Livre                    | Concórdia           | [ 31 ] |
| Vinícius Leite      | A    | Livre                    | Vila Nova           | [ 32 ] |
| Rodolfo Filemon     | Z    | Livre                    | Santo André         | [ 33 ] |
| Luis Phelipe        | A    | Empréstimo               | Atlético Goianiense | [ 34 ] |
| Kelvi               | V    | Empréstimo               | Juventude           | [ 34 ] |
| Igor Fernandes      | LE   | Livre                    | Santo André         | [ 35 ] |
| Geovane             | V    | Empréstimo               | Ceará               | [ 35 ] |
| Alan                | G    | Livre                    | XV de Piracicaba    | [ 36 ] |
| Léo Baiano          | V    | Livre                    | Novorizontino       | [ 37 ] |
| Arthur Santos       | V    | Livre                    | Santa Cruz          | [ 37 ] |
| Leandrinho          | M    | Livre                    | Operário-PR         | [ 37 ] |
| Marquinhos Santos   | T    | Livre                    | Ceará               | [ 9 ]  |
| Jacy                | V    | Empréstimo               | FC Cascavel         | [ 38 ] |

| Saídas              |      |                                            |                     |               |
| Jogador             | Pos. | T.                                         | Clube de destino    | Ref.          |
| Robinho             | A    | Fim de contrato                            | Botafogo-SP         | [ 39 ]        |
| Danrlei             | A    | Rescisão                                   | Chapecoense         | [ 40 ] [ 41 ] |
| Batista             | A    | Rescisão                                   | Oriku               | [ 40 ]        |
| José Aldo           | M    | Regresso após empréstimo · Fim de contrato | Ituano              | [ 42 ]        |
| Wesley              | V    | Fim de contrato                            | Juventude           | [ 43 ] [ 44 ] |
| Mikael              | V    | Fim de contrato                            | Atlético Goianiense | [ 45 ]        |
| Alessandro Vinícius | A    | Regresso após empréstimo · Fim de contrato | Joinville           | [ 46 ]        |
| Lucas Costa         | Z    | Fim de contrato                            | Marcílio Dias       | [ 47 ]        |
| Marlon              | A    | Compra/Multa                               | Gil Vicente         | [ 48 ] [ 49 ] |
| Patrick Brey        | LE   | Regresso após empréstimo · Fim de contrato | Água Santa          | [ 50 ]        |
| Leandro Silva       | LD   | Fim de contrato                            | Inter de Limeira    | [ 51 ]        |
| Thiago Ennes        | LD   | Fim de contrato                            | Campinense          | [ 52 ] [ 53 ] |
| Gabriel Vigia       | Z    | Saída por empréstimo                       | São Francisco-PA    | [ 54 ]        |
| Victor Diniz        | M    | Saída por empréstimo                       | Tuna Luso           | [ 54 ]        |
| Dioguinho           | A    | Rescisão                                   | Al-Mina'a           | [ 55 ]        |
| Kauê                | V    | Fim de contrato                            | Caeté               |               |
| Victor Souza        | G    | Rescisão                                   | Botafogo-SP         | [ 56 ] [ 57 ] |
| Igor Bosel          | LD   | Rescisão                                   | São Joseense        | [ 58 ]        |
| Juan Tavares        | LE   | Rescisão                                   | Indefinido          | [ 58 ]        |
| Rithely             | V    | Rescisão                                   | Indefinido          | [ 59 ]        |
| Léo Baiano          | V    | Rescisão                                   | Indefinido          | [ 60 ]        |
| Jorge Roa Jiménez   | V    | Rescisão                                   | Indefinido          | [ 61 ]        |
| Robert Hernández    | M    | Rescisão                                   | Indefinido          | [ 61 ]        |
| Henríquez Bocanegra | Z    | Rescisão                                   | Indefinido          | [ 62 ]        |
| Márcio Fernandes    | T    | Rescisão                                   | Indefinido          | [ 8 ]         |
| Eric Vieira         | V    | Saída por empréstimo                       | Campinense          | [ 63 ]        |
| Ricardinho          | V    | Rescisão                                   | Indefinido          | [ 64 ]        |
| Bileu               | V    | Rescisão                                   | Indefinido          | [ 64 ]        |

## Ranking CBF
| Inicio da Temporada - 3.054 Pontos (444) - Ranking Nacional - (3) 43º Posição - Ranking Regional - 2º Posição - Ranking Estadual - 2º Posição |

## Uniformes
- A linha de 2023 homenageia os 20 anos da 1ª e única participação de um clube do Norte do Brasil na Copa Libertadores.

### Uniformes Principais
| 1º uniforme |  | 2º uniforme | 3º uniforme |

## Jogos
Todas as partidas do clube com seu time principal.
Última atualização 14 de maio de 2023.
Legenda:      Vitórias —      Empates —      Derrotas
| 15 de janeiro Amistoso | Seleção de Barcarena | 0 – 2     | Paysandu                                       | Barcarena           |  |
| 10:00                  |                      | relatório | 21' (pen) Mário Sérgio · 61' Jorge Roa Jiménez | Estádio: Barcarenão |  |

| 22 de janeiro Amistoso | Paysandu         | 1 – 0     | São Francisco-PA | Belém                   |  |
| 10:00                  | Mário Sérgio 48' | relatório |                  | Estádio: Banpará Curuzu |  |

| 29 de janeiro Amistoso | Paysandu | 0 – 1     | Tuna Luso    | Belém                   |  |
| 9:30                   |          | relatório | 90+2' Scooby | Estádio: Banpará Curuzu |  |

| 9 de fevereiro Paraense (2ª rodada)   | Paysandu                                          | 3 – 1                    | Itupiranga  | Belém                                                                                 |  |
| 20:00                                 | Mário Sérgio 16' (pen) 33' · Robert Hernández 83' | Súmula Borderô relatório | 31' Fabinho | Estádio: Banpará Curuzu Público: 10,063 Árbitro: PA Joelson Nazareno Ferreira Cardoso |  |
| \| \| Paysandu \| \| Itupiranga \| \| |                                                   |                          |             |                                                                                       |  |
|                                       | Paysandu                                          |                          | Itupiranga  |                                                                                       |  |

| 14 de fevereiro Paraense (3ª rodada) | Tapajós | 0 – 2                    | Paysandu                         | Belém                                                                                                 |  |
| 20:00                                |         | Súmula borderô relatório | 33' Bruno Alves · 82' Igor Bosel | Estádio: Banpará Curuzu Público: 5,024 Árbitro: PA Fernando Antonio Mendes de Salles Nascimento Filho |  |
| \| \| Tapajós \| \| Paysandu \| \|   |         |                          |                                  | |  |
|                                      | Tapajós |                          | Paysandu                         | |  |

| 22 de fevereiro Copa Verde (Oitavas de final) | Paysandu                                | 3 – 0                       | Real Ariquemes | Belém                                                            |  |
| 20:00                                         | Mário Sérgio 8' 57' · Stéfano Pinho 40' | Súmula [ borderô] relatório |                | Estádio: Banpará Curuzu Árbitro: GO Jefferson Ferreira de Moraes |  |
| \| \| Paysandu \| \| Real Ariquemes \| \|     |                                         |                             |                |                                                                  |  |
|                                               | Paysandu                                |                             | Real Ariquemes |                                                                  |  |

| 25 de fevereiro Paraense (4ª rodada) | Paysandu                           | 2 – 1                    | Castanhal    | Belém                                                                           |  |
| 19:00                                | Mário Sérgio 10' · Bruno Alves 29' | Súmula borderô relatório | 7' Jefferson | Estádio: Banpará Curuzu Público: 5,193 Árbitro: PA Marco Jose Soares de Almeida |  |
| \| \| Paysandu \| \| Castanhal \| \| |                                    |                          |              |                                                                                 |  |
|                                      | Paysandu                           |                          | Castanhal    |                                                                                 |  |

| 28 de fevereiro Paraense (1ª rodada) | Paysandu         | 1 – 0                    | Bragantino-PA                                                                 | Belém                                                                         |  |
| 20:00                                | Mário Sérgio 86' | Súmula borderô relatório |                                                                               | Estádio: Banpará Curuzu Público: 4,806 Árbitro: PA Elerson Fernandes da Silva |  |
| \| \| Paysandu \|                    |                  |                          |                                                                               |                                                                               |  |
|                                      | Paysandu         |                          | Cores do Time · Cores do Time · Cores do Time · Cores do Time · Cores do Time |                                                                               |  |

| 4 de março Paraense (5ª rodada)  | Caeté                                   | 2 – 1                    | Paysandu                | Ipixuna do Pará                                                   |  |
| 15:30                            | Leandro Cearense 39' · PC Timborana 86' | Súmula borderô relatório | 82' Henríquez Bocanegra | Estádio: Ipixunão Público: 1,680 Árbitro: PA Klever da Costa Lobo |  |
| \| \| Caeté \| \| Paysandu \| \| |                                         |                          |                         |                                                                   |  |
|                                  | Caeté                                   |                          | Paysandu                |                                                                   |  |

| 8 de março Copa Verde (Quartas de final - ida)  | Princesa do Solimões | 0 – 0                    | Paysandu | Manacapuru                                                                        |  |
| 21:00                                           |                      | Súmula borderô relatório |          | Estádio: Gilberto Mestrinho Público: 1,367 Árbitro: AC Jackson Rodrigues da Silva |  |
| \| \| Princesa do Solimões \| \| Paysandu \| \| |                      |                          |          |                                                                                   |  |
|                                                 | Princesa do Solimões |                          | Paysandu |                                                                                   |  |

| 12 de março Paraense (6ª rodada)        | Independente-PA                                                  | 3 – 3                    | Paysandu                                      | Tucuruí                                                                                  |  |
| 16:00                                   | Lucas Santos 14' (pen) · Bruno Nascimento 23' (pen) · Flavio 79' | Súmula borderô relatório | 33' 65' (pen) Mário Sérgio · 90+8' Joao Pedro | Estádio: Navegantão Público: 1,810 Árbitro: PA Alexandre Expedito Vieira da Silva Junior |  |
| \| \| Independente \| \| Paysandu \| \| |                                                                  |                          |                                               |                                                                                          |  |
|                                         | Independente                                                     |                          | Paysandu                                      |                                                                                          |  |

| 18 de março Paraense (7ª rodada)     | Paysandu                    | 2 – 1                    | Tuna Luso        | Belém                                                                         |  |
| 17:00                                | Eltinho 8' · Ricardinho 38' | Súmula borderô relatório | 10' Paulo Rangel | Estádio: Banpará Curuzu Público: 5,741 Árbitro: PA Olivaldo Jose Alves Moraes |  |
| \| \| Paysandu \| \| Tuna Luso \| \| |                             |                          |                  |                                                                               |  |
|                                      | Paysandu                    |                          | Tuna Luso        |                                                                               |  |

| 23 de março Copa Verde (Quartas de final - volta)       | Paysandu | 0 – 0 (0 - 0 agr.) (5 – 3 pen.)               | Princesa do Solimões | Belém                                                                                 |  |
| 20:00                                                   |          | Súmula borderô relatório                      |                      | Estádio: Banpará Curuzu Público: 6,997 Árbitro: ES Dyorgines Jose Padovani de Andrade |  |
|                                                         |          | Penalidades                                   |                      |                                                                                       |  |
| Mário Sérgio Eltinho Bruno Alves Genílson Samuel Santos |          | Frank Alberto Aleílson Foguete Jonas Pica-Pau |                      |                                                                                       |  |
| \| \| Paysandu \| \| Princesa do Solimões \| \|         |          |                                               |                      |                                                                                       |  |
|                                                         | Paysandu |                                               | Princesa do Solimões |                                                                                       |  |

| 26 de março Copa Verde (Semifinal - ida) | Paysandu | 0 – 1                    | Remo        | Belém                                                                       |  |
| 16:00                                    |          | Súmula borderô relatório | 26' Muriqui | Estádio: Mangueirão Público: 22,090 Árbitro: GO Wilton Pereira Sampaio FIFA |  |
| \| \| Paysandu \| \| Remo \| \|          |          |                          |             |                                                                             |  |
|                                          | Paysandu |                          | Remo        |                                                                             |  |

| 29 de março Copa Verde (Semifinal - volta) | Remo        | 1 – 2 (2 - 2 agr.) (2 – 4 pen.)                                 | Paysandu                                | Belém                                                                              |  |
| 20:00                                      | Muriqui 31' | Súmula borderô relatório                                        | 50' Mário Sérgio · 80' Fernando Gabriel | Estádio: Mangueirão Público: 24,925 Árbitro: ES Dyorgines Jose Padovani de Andrade |  |
|                                            |             | Penalidades                                                     |                                         |                                                                                    |  |
| Ícaro Muriqui Anderson Uchôa Rogério       |             | Mário Sérgio Ricardinho Fernando Gabriel Paulo Henrique Eltinho |                                         |                                                                                    |  |
| \| \| Remo \| \| Paysandu \| \|            |             |                                                                 |                                         |                                                                                    |  |
|                                            | Remo        |                                                                 | Paysandu                                |                                                                                    |  |

| 9 de abril Paraense (8ª rodada) | Remo | 0 – 1                    | Paysandu           | Belém                                                                      |  |
| 17:00                           |      | Súmula borderô relatório | 50' Vinicius Leite | Estádio: Mangueirão Público: 34,243 Árbitro: PA Olivaldo Jose Alves Moraes |  |
| \| \| Remo \| \| Paysandu \| \| |      |                          |                    |                                                                            |  |
|                                 | Remo |                          | Paysandu           |                                                                            |  |

| 12 de abril Copa do Brasil (3ª fase - ida) | Fluminense                            | 3 – 0                    | Paysandu | Rio de Janeiro                                                      |  |
| 19:30                                      | Nino 27' · Keno 34' · Felipe Melo 41' | Súmula borderô relatório |          | Estádio: Maracanã Público: 27,856 Árbitro: RS Anderson Daronco FIFA |  |
| \| \| Fluminense \| \| Paysandu \| \|      |                                       |                          |          |                                                                     |  |
|                                            | Fluminense                            |                          | Paysandu |                                                                     |  |

| 16 de abril Paraense (Quartas de final - ida) | Tuna Luso   | 1 – 4                    | Paysandu                                                            | Belém                                                                       |  |
| 18:00                                         | Welthon 67' | Súmula borderô relatório | 1' Vinicius Leite · 17' Mario Sergio · 22' Eltinho · 43' João Pedro | Estádio: Mangueirão Público: 7,989 Árbitro: PA Marco Jose Soares de Almeida |  |
| \| \| Tuna Luso \| \| Paysandu \| \|          |             |                          |                                                                     |                                                                             |  |
|                                               | Tuna Luso   |                          | Paysandu                                                            |                                                                             |  |

| 19 de abril Paraense (Quartas de final - volta) | Paysandu           | 1 – 1 (5 - 2 agr.)       | Tuna Luso         | Belém                                                                                        |  |
| 20:00                                           | Mário Sérgio 45+1' | Súmula borderô relatório | 19' (pen) Welthon | Estádio: Banpará Curuzu Público: 4,322 Árbitro: PA Alexandre Expedito Vieira da Silva Junior |  |
| \| \| Paysandu \| \| Tuna Luso \| \|            |                    |                          |                   |                                                                                              |  |
|                                                 | Paysandu           |                          | Tuna Luso         |                                                                                              |  |

| 22 de abril Paraense (Semifinal - ida)     | Águia de Marabá | 0 – 1                    | Paysandu               | Marabá                                                                     |  |
| 17:00                                      |                 | Súmula borderô relatório | 54' (pen) Mário Sérgio | Estádio: Zinho de Oliveira Público: 1,924 Árbitro: PA Klever da Costa Lobo |  |
| \| \| Águia de Marabá \| \| Paysandu \| \| |                 |                          |                        |                                                                            |  |
|                                            | Águia de Marabá |                          | Paysandu               |                                                                            |  |

| 25 de abril Copa do Brasil (3ª fase - volta) | Paysandu | 0 – 3 (0 - 6 agr.)       | Fluminense                                   | Belém                                                                    |  |
| 20:00                                        |          | Súmula borderô relatório | 3' Germán Cano · 43' Keno · 72' John Kennedy | Estádio: Mangueirão Público: 32,681 Árbitro: SP Edina Alves Batista FIFA |  |
| \| \| Paysandu \| \| Fluminense \| \|        |          |                          |                                              |                                                                          |  |
|                                              | Paysandu |                          | Fluminense                                   |                                                                          |  |

| 29 de abril Paraense (Semifinal - volta)           | Paysandu         | 1 – 2 (2 - 2 agr.) (2 – 4 pen.)           | Águia de Marabá                        | Belém                                                                     |  |
| 19:00                                              | Mário Sérgio 31' | Súmula borderô relatório                  | 45' Luam Parede · 74' (pen) David Cruz | Estádio: Mangueirão Público: 9,389 Árbitro: DF Savio Pereira Sampaio FIFA |  |
|                                                    |                  | Penalidades                               |                                        |                                                                           |  |
| Mário Sérgio Eltinho Vinícius Leite Paulo Henrique |                  | Balão Marabá David Cruz Pablo Luan Santos |                                        |                                                                           |  |
| \| \| Paysandu \| \| Águia de Marabá \| \|         |                  |                                           |                                        |                                                                           |  |
|                                                    | Paysandu         |                                           | Águia de Marabá                        |                                                                           |  |

| 3 de maio Série C (1ª fase - 1ª rodada) | Paysandu                                    | 2 – 1                    | Aparecidense | Belém                                                                      |  |
| 21:30                                   | Vinícius Leite 52' · Mário Sérgio 63' (pen) | Súmula borderô relatório | 49' Calyson  | Estádio: Banpará Curuzu Público: 4,322 Árbitro: CE Adriano Barros Carneiro |  |
| \| \| Paysandu \| \| Aparecidense \| \| |                                             |                          |              |                                                                            |  |
|                                         | Paysandu                                    |                          | Aparecidense |                                                                            |  |

| 8 de maio Série C (1ª fase - 2ª rodada) | Figueirense                 | 2 – 0                    | Paysandu | Florianópolis                                                                            |  |
| 20:00                                   | Bruno Moraes 42' · Pato 90' | Súmula borderô relatório |          | Estádio: Orlando Scarpelli Público: 7,814 Árbitro: BA Emerson Ricardo de Almeida Andrade |  |
| \| \| Figueirense \| \| Paysandu \| \|  |                             |                          |          |                                                                                          |  |
|                                         | Figueirense                 |                          | Paysandu |                                                                                          |  |

| 11 de maio Série C (1ª fase - 3ª rodada) | Ypiranga de Erechim                                          | 5 – 0                       | Paysandu | Erechim                                                                      |  |
| 20:00                                    | Erick 31' (pen) 77' · Joao Pedro 52' · Wiliam Barbio 53' 61' | Súmula [ borderô] relatório |          | Estádio: Colosso da Lagoa Árbitro: PE Michelangelo Martins de Almeida Junior |  |
| \| \| Ypiranga-RS \| \| Paysandu \| \|   |                                                              |                             |          |                                                                              |  |
|                                          | Ypiranga-RS                                                  |                             | Paysandu |                                                                              |  |

| 14 de maio Paraense (3º lugar - ida) | Cametá | –                                 | Paysandu | Cametá                                 |  |
| 16:00                                |        | [ Súmula] [ borderô] [ relatório] |          | Estádio: Parque do Bacurau Árbitro: PA |  |

| 17 de maio Copa Verde (Final - ida) | Paysandu | –                                 | Goiás | Belém               |  |
| 20:00                               |          | [ Súmula] [ borderô] [ relatório] |       | Estádio: Mangueirão |  |

| 21 de maio Série C (1ª fase - 4ª rodada) | Paysandu | –                                 | Manaus | Belém                   |  |
| 19:00                                    |          | [ Súmula] [ borderô] [ relatório] |        | Estádio: Banpará Curuzu |  |

| 24 de maio Paraense (3º lugar - volta) | Paysandu | –                                 | Cametá | Belém                               |  |
| 20:00                                  |          | [ Súmula] [ borderô] [ relatório] |        | Estádio: Banpará Curuzu Árbitro: PA |  |

| 28 de maio Série C (1ª fase - 5ª rodada) | Volta Redonda | –                                 | Paysandu | Volta Redonda                |  |
| 19:00                                    |               | [ Súmula] [ borderô] [ relatório] |          | Estádio: Raulino de Oliveira |  |

| 31 de maio Copa Verde (Final - volta) | Goiás | –                                 | Paysandu | Goiânia           |  |
| 20:00                                 |       | [ Súmula] [ borderô] [ relatório] |          | Estádio: Serrinha |  |

| 4 de junho Série C (1ª fase - 6ª rodada) | Paysandu | –                                 | São José-RS | Belém                   |  |
| 16:30                                    |          | [ Súmula] [ borderô] [ relatório] |             | Estádio: Banpará Curuzu |  |

| 7 de junho Série C (1ª fase - 7ª rodada) | Operário-PR | –                                 | Paysandu | Ponta Grossa            |  |
| 19:00                                    |             | [ Súmula] [ borderô] [ relatório] |          | Estádio: Germano Krüger |  |

| 12 de junho Série C (1ª fase - 8ª rodada) | Paysandu | –                                 | São Bernardo | Belém                   |  |
| 20:00                                     |          | [ Súmula] [ borderô] [ relatório] |              | Estádio: Banpará Curuzu |  |

| Série C (1ª fase - 9ª rodada) | Paysandu | –                                 | Floresta |  |
|                               |          | [ Súmula] [ borderô] [ relatório] |          |  |

| Série C (1ª fase - 10ª rodada) | Botafogo-PB | –                                 | Paysandu |  |
|                                |             | [ Súmula] [ borderô] [ relatório] |          |  |

| Série C (1ª fase - 11ª rodada) | Paysandu | –                                 | Brusque |  |
|                                |          | [ Súmula] [ borderô] [ relatório] |         |  |

| Série C (1ª fase - 12ª rodada) | Amazonas | –                                 | Paysandu |  |
|                                |          | [ Súmula] [ borderô] [ relatório] |          |  |

| Série C (1ª fase - 13ª rodada) | Paysandu | –                                 | Remo |  |
|                                |          | [ Súmula] [ borderô] [ relatório] |      |  |

| Série C (1ª fase - 14ª rodada) | Paysandu | –                                 | CSA |  |
|                                |          | [ Súmula] [ borderô] [ relatório] |     |  |

| Série C (1ª fase - 15ª rodada) | América de Natal | –                                 | Paysandu |  |
|                                |                  | [ Súmula] [ borderô] [ relatório] |          |  |

| Série C (1ª fase - 16ª rodada) | Altos | –                                 | Paysandu |  |
|                                |       | [ Súmula] [ borderô] [ relatório] |          |  |

| Série C (1ª fase - 17ª rodada) | Paysandu | –                                 | Náutico |  |
|                                |          | [ Súmula] [ borderô] [ relatório] |         |  |

| Série C (1ª fase - 18ª rodada) | Paysandu | –                                 | Pouso Alegre |  |
|                                |          | [ Súmula] [ borderô] [ relatório] |              |  |

| Série C (1ª fase - 19ª rodada) | Confiança | –                                 | Paysandu |  |
|                                |           | [ Súmula] [ borderô] [ relatório] |          |  |

## Resumo das Participações
- Ver também: Títulos do Paysandu Sport Club

| Torneio               | Pos\Fas | Pts | J | V | E | D | GP | GC | SG | % |
| Campeonato Paraense   | Ad      |     |   |   |   |   |    |    |    |   |
| Copa Verde            | Ad      |     |   |   |   |   |    |    |    |   |
| Copa do Brasil        | 3F      | 0   | 2 | 0 | 0 | 2 | 0  | 6  | –6 | 0 |
| Brasileirão - Série C | Ad      |     |   |   |   |   |    |    |    |   |

## Estatísticas
- Atualizado em 14 de maio
- Jogadores riscados já não integram mais o elenco do Paysandu ou estão em período de empréstimo
- Apenas dados referentes a partidas oficiais

### Artilharia
A artilharia da temporada:
| #  | Futebolista         | Total | Campeonato Paraense | Copa do Brasil | Copa Verde | Brasileiro Série C |
| -- | ------------------- | ----- | ------------------- | -------------- | ---------- | ------------------ |
| 1º | Mário Sérgio        | 14    | 10                  | 0              | 3          | 1                  |
| 2º | Vinicius Leite      | 3     | 2                   | 0              | 0          | 1                  |
| 3º | Bruno Alves         | 2     | 2                   | 0              | 0          | 0                  |
| 3º | João Pedro          | 2     | 2                   | 0              | 0          | 0                  |
| 3º | Eltinho             | 2     | 2                   | 0              | 0          | 0                  |
| 4º | Robert Hernández    | 1     | 1                   | 0              | 0          | 0                  |
| 4º | Igor Bosel          | 1     | 1                   | 0              | 0          | 0                  |
| 4º | Stéfano Pinho       | 1     | 0                   | 0              | 1          | 0                  |
| 4º | Henríquez Bocanegra | 1     | 1                   | 0              | 0          | 0                  |
| 4º | Ricardinho          | 1     | 1                   | 0              | 0          | 0                  |
| 4º | Fernando Gabriel    | 1     | 0                   | 0              | 1          | 0                  |

#### Doblete
Estes foram os dobletes do Paysandu:
|   | Futebolista      | Gols     | Mandante     | Placar | Visitante      | Data            | Competição | Etapa     |
| - | ---------------- | -------- | ------------ | ------ | -------------- | --------------- | ---------- | --------- |
| 1 | Mário Sérgio (1) | 16', 33' | Paysandu     | 3 – 1  | Itupiranga     | 9 de fevereiro  | Paraense   | 2ª rodada |
| 2 | Mário Sérgio (2) | 8', 57'  | Paysandu     | 3 – 0  | Real Ariquemes | 22 de fevereiro | Copa Verde | OF        |
| 3 | Mário Sérgio (3) | 33', 65' | Independente | 3 – 3  | Paysandu       | 12 de março     | Paraense   | 6ª rodada |

### Presença
Total de jogos, por jogador, na temporada:
| #   | Futebolista         | Total | Campeonato Paraense | Copa do Brasil | Copa Verde | Brasileiro Série C |
| --- | ------------------- | ----- | ------------------- | -------------- | ---------- | ------------------ |
| 1º  | Mário Sérgio        | 22    | 12                  | 2              | 5          | 3                  |
| 2º  | Thiago Coelho       | 21    | 12                  | 2              | 5          | 2                  |
| 3º  | João Vieira         | 17    | 10                  | 2              | 3          | 3                  |
| 4º  | Bruno Alves         | 16    | 7                   | 1              | 5          | 3                  |
| 5º  | Jorge Roa Jiménez   | 15    | 9                   | 1              | 5          | 0                  |
| 5º  | Genilson            | 15    | 8                   | 2              | 3          | 2                  |
| 6º  | Fernando Gabriel    | 14    | 10                  | 2              | 2          | 0                  |
| 6º  | Ricardinho          | 14    | 8                   | 2              | 4          | 0                  |
| 7º  | Eltinho             | 13    | 6                   | 2              | 4          | 1                  |
| 7º  | Wanderson           | 13    | 6                   | 1              | 4          | 2                  |
| 8º  | Samuel Santos       | 12    | 6                   | 2              | 4          | 0                  |
| 8º  | Vicente             | 12    | 6                   | 1              | 4          | 1                  |
| 9º  | Edílson             | 11    | 6                   | 2              | 0          | 3                  |
| 10º | João Pedro          | 9     | 6                   | 0              | 3          | 0                  |
| 10º | Paulo Henrique      | 9     | 7                   | 0              | 1          | 1                  |
| 10º | Geovane             | 9     | 4                   | 1              | 1          | 3                  |
| 10º | Rodolfo Filemon     | 9     | 4                   | 2              | 0          | 3                  |
| 10º | Luis Phelipe        | 9     | 4                   | 2              | 0          | 3                  |
| 10º | Vinicius Leite      | 9     | 6                   | 0              | 0          | 3                  |
| 11º | Rithely             | 8     | 5                   | 0              | 3          | 0                  |
| 11º | Henríquez Bocanegra | 8     | 4                   | 1              | 3          | 0                  |
| 11º | Gabriel Davis       | 8     | 4                   | 0              | 3          | 1                  |
| 11º | Igor Fernandes      | 8     | 3                   | 2              | 0          | 3                  |
| 12º | Juan Pitbull        | 7     | 5                   | 0              | 2          | 0                  |
| 12º | Robert Hernández    | 7     | 3                   | 0              | 4          | 0                  |
| 13º | kelvi               | 6     | 5                   | 1              | 0          | 0                  |
| 14º | Naylhor             | 5     | 4                   | 0              | 1          | 0                  |
| 14º | Stefano Souza       | 5     | 4                   | 0              | 1          | 0                  |
| 14º | Igor Bosel          | 5     | 4                   | 0              | 1          | 0                  |
| 14º | Roger               | 5     | 4                   | 0              | 1          | 0                  |
| 15º | Juan Tavares        | 4     | 3                   | 0              | 1          | 0                  |
| 16º | Eric Vieira         | 3     | 2                   | 0              | 1          | 0                  |
| 16º | Alex Matos          | 3     | 2                   | 0              | 1          | 0                  |
| 16º | Arthur Santos       | 3     | 0                   | 0              | 0          | 3                  |
| 17º | Gabriel Bernard     | 2     | 1                   | 0              | 0          | 1                  |
| 17º | Leandrinho          | 2     | 0                   | 0              | 0          | 2                  |
| 18º | Iarley              | 1     | 0                   | 0              | 1          | 0                  |
| 18º | Bileu               | 1     | 1                   | 0              | 0          | 0                  |
| 18º | Jacy Maranhão       | 1     | 0                   | 0              | 0          | 1                  |
| 18º | Juninho             | 1     | 0                   | 0              | 0          | 1                  |

### Gols sofridos
Estes foram os gols sofridos pelo Paysandu:
| #     | Futebolista     | Total | Campeonato Paraense | Copa do Brasil | Copa Verde | Brasileiro Série C | Partidas | Média |
| ----- | --------------- | ----- | ------------------- | -------------- | ---------- | ------------------ | -------- | ----- |
| 1     | Thiago Coelho   | 26    | 11                  | 6              | 2          | 7                  | 21       | 1,23  |
| 2     | Gabriel Bernard | 1     | 0                   | 0              | 0          | 1                  | 2        | 0,5   |
| TOTAL | TOTAL           | 27    | 11                  | 6              | 2          | 8                  | 22       | 1,23  |

### Pênaltis cometidos
Estes foram os pênaltis cometidos por futebolistas do Paysandu:
|   | Futebolista             | Pênalti    | Mandante     | Placar | Visitante       | Data        | Competição | Etapa       |
| - | ----------------------- | ---------- | ------------ | ------ | --------------- | ----------- | ---------- | ----------- |
| 1 | Henríquez Bocanegra (1) | Convertido | Independente | 3 – 3  | Paysandu        | 12 de março | Paraense   | 6ª rodada   |
| 2 | Eric (2)                | Convertido | Independente | 3 – 3  | Paysandu        | 12 de março | Paraense   | 6ª rodada   |
| 3 | Jorge Roa Jiménez (1)   | Convertido | Paysandu     | 1 – 1  | Tuna Luso       | 19 de abril | Paraense   | QF (Volta)  |
| 4 | Kelvi (1)               | Convertido | Paysandu     | 1 – 2  | Águia de Marabá | 29 de abril | Paraense   | SF (Volta)  |
| 5 | Genílson (1)            | Convertido | Ypiranga-RS  | 5 – 0  | Paysandu        | 11 de maio  | Série C    | 1ªF, 3ª rod |

### Pênaltis sofridos
Estes foram os pênaltis a favor do Paysandu:
|   | Batedor          | Pênalti                      | Mandante        | Placar | Visitante    | Data           | Competição | Etapa       |
| - | ---------------- | ---------------------------- | --------------- | ------ | ------------ | -------------- | ---------- | ----------- |
| 1 | Mário Sérgio (1) | Convertido                   | Paysandu        | 3 – 1  | Itupiranga   | 9 de fevereiro | Paraense   | 2ª rodada   |
| 2 | Mário Sérgio (2) | Convertido                   | Independente    | 3 – 3  | Paysandu     | 12 de março    | Paraense   | 6ª rodada   |
| 3 | João Vieira (1)  | Erro (cobrança desperdiçada) | Tuna Luso       | 1 – 4  | Paysandu     | 16 de abril    | Paraense   | QF (ida)    |
| 4 | Mário Sérgio (3) | Convertido                   | Águia de marabá | 0 – 1  | Paysandu     | 22 de abril    | Paraense   | SF (ida)    |
| 5 | Mário Sérgio (4) | Convertido                   | Paysandu        | 2 – 1  | Aparecidense | 3 de maio      | Série C    | 1ªF, 1ª rod |

### Cartões
Riscados os jogadores que foram transferidos antes do fim da temporada.
| Nome                 | Posição | Campeonato Paraense           | Campeonato Paraense | Copa do Brasil                | Copa do Brasil | Copa Verde                    | Copa Verde | Série C                       | Série C | Total                         | Total   |
| Nome                 | Posição | Penalizado com cartão amarelo | Expulso             | Penalizado com cartão amarelo | Expulso        | Penalizado com cartão amarelo | Expulso    | Penalizado com cartão amarelo | Expulso | Penalizado com cartão amarelo | Expulso |
| -------------------- | ------- | ----------------------------- | ------------------- | ----------------------------- | -------------- | ----------------------------- | ---------- | ----------------------------- | ------- | ----------------------------- | ------- |
| Gabriel Davis        | A       | 2                             | 1                   | 0                             | 0              | 2                             | 1          | 0                             | 0       | 4                             | 2       |
| Genílson             | Z       | 2                             | 1                   | 0                             | 0              | 3                             | 0          | 0                             | 0       | 5                             | 1       |
| Mário Sérgio         | A       | 3                             | 0                   | 1                             | 0              | 0                             | 0          | 2                             | 0       | 6                             | 0       |
| Edilson              | LD      | 1                             | 0                   | 2                             | 0              | 0                             | 0          | 3                             | 0       | 6                             | 0       |
| Jorge Roa Jiménez    | V       | 2                             | 0                   | 1                             | 0              | 2                             | 0          | 0                             | 0       | 5                             | 0       |
| Bruno Alves          | A       | 3                             | 0                   | 0                             | 0              | 1                             | 0          | 1                             | 0       | 5                             | 0       |
| Márcio Fernandes Jr. | AT      | 1                             | 1                   | 0                             | 0              | 1                             | 1          | 0                             | 0       | 2                             | 2       |
| Henríquez Bocanegra  | Z       | 2                             | 0                   | 0                             | 0              | 2                             | 0          | 0                             | 0       | 4                             | 0       |
| Márcio Fernandes     | T       | 2                             | 0                   | 0                             | 0              | 2                             | 0          | 0                             | 0       | 4                             | 0       |
| Samuel Santos        | LD      | 1                             | 0                   | 1                             | 0              | 2                             | 0          | 0                             | 0       | 4                             | 0       |
| Thiago Coelho        | G       | 3                             | 0                   | 0                             | 0              | 0                             | 0          | 1                             | 0       | 4                             | 0       |
| Kelvi                | V       | 2                             | 0                   | 0                             | 0              | 0                             | 0          | 0                             | 1       | 2                             | 1       |
| Fernando Gabriel     | M       | 2                             | 0                   | 0                             | 0              | 1                             | 0          | 0                             | 0       | 3                             | 0       |
| Geovane              | V       | 1                             | 0                   | 1                             | 0              | 0                             | 0          | 1                             | 0       | 3                             | 0       |
| Vinícius Leite       | A       | 0                             | 0                   | 0                             | 0              | 0                             | 0          | 3                             | 0       | 3                             | 0       |
| João Vieira          | M       | 1                             | 0                   | 0                             | 0              | 0                             | 1          | 0                             | 0       | 1                             | 1       |
| Naylhor              | Z       | 2                             | 0                   | 0                             | 0              | 0                             | 0          | 0                             | 0       | 2                             | 0       |
| Robert Hernández     | M       | 1                             | 0                   | 0                             | 0              | 1                             | 0          | 0                             | 0       | 2                             | 0       |
| Rithely              | V       | 1                             | 0                   | 0                             | 0              | 1                             | 0          | 0                             | 0       | 2                             | 0       |
| Wanderson            | Z       | 2                             | 0                   | 0                             | 0              | 0                             | 0          | 0                             | 0       | 2                             | 0       |
| Luis Phelipe         | A       | 1                             | 0                   | 0                             | 0              | 0                             | 0          | 1                             | 0       | 2                             | 0       |
| Jacy Maranhão        | V       | 0                             | 0                   | 0                             | 0              | 0                             | 0          | 0                             | 1       | 0                             | 1       |
| João Pedro           | M       | 1                             | 0                   | 0                             | 0              | 0                             | 0          | 0                             | 0       | 1                             | 0       |
| Vicente              | A       | 0                             | 0                   | 0                             | 0              | 1                             | 0          | 0                             | 0       | 1                             | 0       |
| Juan Pitbull         | LE      | 0                             | 0                   | 0                             | 0              | 1                             | 0          | 0                             | 0       | 1                             | 0       |
| Gabriel Bernard      | G       | 1                             | 0                   | 0                             | 0              | 0                             | 0          | 0                             | 0       | 1                             | 0       |
| Eric Vieira          | V       | 1                             | 0                   | 0                             | 0              | 0                             | 0          | 0                             | 0       | 1                             | 0       |
| Ricardinho           | V       | 0                             | 0                   | 0                             | 0              | 1                             | 0          | 0                             | 0       | 1                             | 0       |
| Jayme Ferreira       | PF      | 0                             | 0                   | 0                             | 0              | 1                             | 0          | 0                             | 0       | 1                             | 0       |
| Roger                | A       | 1                             | 0                   | 0                             | 0              | 0                             | 0          | 0                             | 0       | 1                             | 0       |
| Eltinho              | LE      | 1                             | 0                   | 0                             | 0              | 0                             | 0          | 0                             | 0       | 1                             | 0       |
| Rodolfo Filemon      | Z       | 0                             | 0                   | 1                             | 0              | 0                             | 0          | 0                             | 0       | 1                             | 0       |
| Igor Fernandes       | LE      | 0                             | 0                   | 0                             | 0              | 0                             | 0          | 1                             | 0       | 1                             | 0       |
| Leandrinho           | M       | 0                             | 0                   | 0                             | 0              | 0                             | 0          | 1                             | 0       | 1                             | 0       |
| Total                | Total   | 40                            | 3                   | 7                             | 0              | 22                            | 3          | 14                            | 2       | 83                            | 8       |

### Capitães
Os capitães da temporada:
| #  | Futebolista   | (vezes) |
| -- | ------------- | ------- |
| 1º | Genílson      | 13      |
| 2º | Ricardinho    | 5       |
| 3º | Thiago Coelho | 2       |
| 4º | Eltinho       | 1       |
| 4º | Mário Sérgio  | 1       |

### Desempenho dos treinadores
- Ver também: Treinadores do Paysandu Sport Club

| Técnico                   | Inicio     | Fim       | Torneio             | Pts | J  | V  | E | D | GP | GC | SG | %     |
| Márcio Fernandes          | Em Janeiro | Em Abril  | Campeonato Paraense | 26  | 12 | 8  | 2 | 2 | 22 | 12 | 10 | 72.22 |
| Márcio Fernandes          | Em Janeiro | Em Abril  | Copa do Brasil      | 0   | 2  | 0  | 0 | 2 | 0  | 6  | –6 | 0     |
| Márcio Fernandes          | Em Janeiro | Em Abril  | Copa Verde          | 8   | 5  | 2  | 2 | 1 | 5  | 2  | 3  | 53.33 |
| Márcio Fernandes          | Em Janeiro | Em Abril  | Total               | 34  | 19 | 10 | 4 | 5 | 27 | 20 | 7  | 59.64 |
| Wilton Bezerra (Interino) | 3 de Maio  | 3 de Maio | Serie C             | 3   | 1  | 1  | 0 | 0 | 2  | 1  | 1  | 100   |
| Marquinhos Santos         | Em Maio    | presente  | Campeonato Paraense | 0   | 0  | 0  | 0 | 0 | 0  | 0  | 0  | 0     |
| Marquinhos Santos         | Em Maio    | presente  | Copa Verde          | 0   | 0  | 0  | 0 | 0 | 0  | 0  | 0  | 0     |
| Marquinhos Santos         | Em Maio    | presente  | Serie C             | 0   | 2  | 0  | 0 | 2 | 0  | 7  | –7 | 0     |
| Marquinhos Santos         | Em Maio    | presente  | Total               | 0   | 2  | 0  | 0 | 2 | 0  | 7  | –7 | 0     |
| Total                     | Total      | Total     | Total               | 37  | 22 | 11 | 4 | 7 | 29 | 28 | 1  |       |

## Fatos marcantes

### Acontecimentos
- 8 de dezembro de 2022 - Paysandu anuncia que fará novamente sua pré-temporada em Barcarena. [1]
- 12 de dezembro de 2022 - Presidente bicolor afirma que Vandick cumprirá função de executivo de futebol apenas durante o período correspondente ao Campeonato Paraense. [66]
- 14 de dezembro de 2022 - Presidente bicolor afirma que investimento no futebol deve aumentar em 30%. [67]
- 20 de dezembro de 2022 - Paysandu renova com patrocinador até o fim da temporada 2023. [68]
- 26 de dezembro de 2022 - Paysandu renova com patrocinador até o fim da temporada 2023. [69]
- 29 de dezembro de 2022 - Paysandu presta homenagem a Pelé [70] e ex-presidente bicolor Antonio Couceiro, relembra partida amistosa entre Paysandu e Santos, em 1968. [71]
- 29 de dezembro de 2022 - Como forma de homenagear o Rei do futebol, a FPF decide que os clubes participantes do Parazão 2023 não irão utilizar a camisa 10. [72]
- 20 de janeiro - STJD determinou paralisação do Parazão 2023 em virtude de recurso utilizado pelo Paragominas ainda em relação à edição de 2022 [73]. Paysandu se pronuncia [74].
- 20 de janeiro - Paysandu anuncia novo patrocinador [75].
- 21 de janeiro - Paysandu anuncia renovação com patrocinador [76].
- 22 de janeiro - Paysandu divulga nota de repudio contra transmissão de rádio que, nesta mesma data, cometeu suposto erro técnico de tocar o hino do rival durante a transmissão de partida amistosa [77].
- 23 de janeiro - Paysandu anuncia novo placar eletrônico em seu estádio. [78].
- 30 de janeiro - Novo livro contando a história do Paysandu será lançado no aniversário do clube. [79]
- 31 de janeiro - O recurso utilizado pelo Paragominas foi julgado pleno do Superior Tribunal de Justiça Desportiva (STJD) que decidiu cassar parcialmente a liminar promovida no dia 20 de janeiro. Sendo assim, o campeonato foi autorizado a iniciar, porém mantendo suspensas as partidas que teriam participação do Bragantino-PA. Assim adiando novamente a estreia do Paysandu que seria neste confronto. [80]
- 31 de janeiro - Paysandu fecha parceria com colégio da Capital Paraense para fornecer educação estudantil aos atletas da base de futebol de salão e basquete. [81]
- 1 de fevereiro - Roger Aguilera revela projeto para transformar o Paysandu em clube formador de atletas e promete novo prazo para entregar primeiro campo do CT bicolor, em julho. [82]
- 2 de fevereiro - Paysandu completa 109 anos de fundação. [83]
- 7 de fevereiro - Paysandu fechou contrato com a Alvarez & Marsal, empresa de consultoria especializada em gestão e reestruturação de empresas. [84]
- 26 de fevereiro - Volante Anderson Uchôa, que atuou pelo clube nas temporadas de 2019 e 2020, aciona a justiça em cobrança de uma suposta dívida. [85]
- 1 de março - Atacante Pipico também aciona a justiça contra o clube bicolor. [86]

## Retrospecto por adversários
- Somente em jogos válidos por campeonatos oficiais.

## Estádios
| Estádio            | Local           | J  | V  | E | D | GP | GC | SG | %     |
| ------------------ | --------------- | -- | -- | - | - | -- | -- | -- | ----- |
| Banpará Curuzu     | Belém           | 8  | 7  | 1 | 0 | 15 | 4  | 11 | 91,66 |
| Colosso da Lagoa   | Erechim         | 1  | 0  | 0 | 1 | 0  | 5  | –5 | 0     |
| Gilberto Mestrinho | Manacapuru      | 1  | 0  | 1 | 0 | 0  | 0  | 0  | 33,33 |
| Ipixunão           | Ipixuna do Pará | 1  | 0  | 0 | 1 | 1  | 2  | -1 | 0     |
| Mangueirão         | Belém           | 6  | 3  | 0 | 3 | 8  | 8  | 0  | 50    |
| Maracanã           | Rio de Janeiro  | 1  | 0  | 0 | 1 | 0  | 3  | –3 | 0     |
| Navegantão         | Tucuruí         | 1  | 0  | 1 | 0 | 3  | 3  | 0  | 33,33 |
| Orlando Scarpelli  | Florianópolis   | 1  | 0  | 0 | 1 | 0  | 2  | –2 | 0     |
| Zinho de Oliveira  | Marabá          | 1  | 1  | 0 | 0 | 1  | 0  | 1  | 100   |
| TOTAL              | TOTAL           | 22 | 11 | 4 | 7 | 29 | 28 | 1  |       |

## Outras Modalidades
- Ver também: Outros esportes do Paysandu Sport Club

- Futsal - Paysandu sub-16 conquista título e vai disputar torneio na Europa. [87]